# Császárkőbányai összecsapás

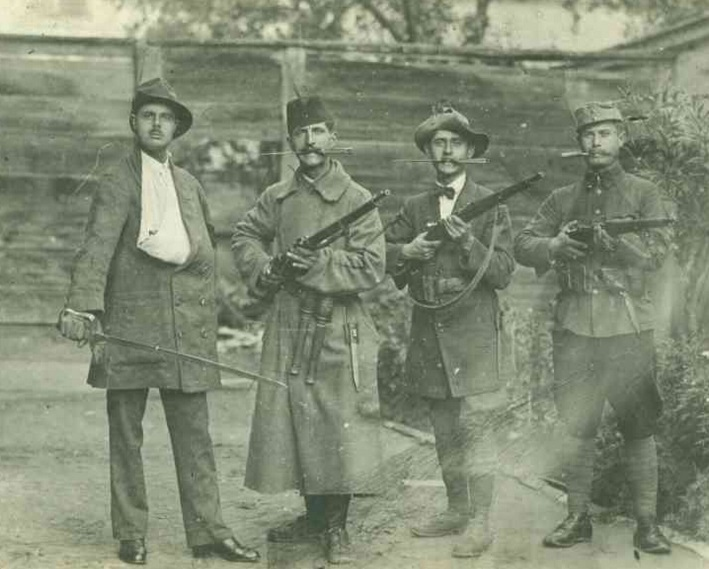
A Rongyos Gárda néhány tagja, köztük egy mohamedán önkéntes (balról a második)

A császárkőbányai összecsapás a nyugat-magyarországi felkelés egyik akciója volt a Fertő-tó környéki Császárkőbánya (ma Kaisersteinbruch) és Királyhida (ma Bruckneudorf) települések vidékén, 1921. szeptember 23. és szeptember 27. között. A harc az Őrvidék (Burgenland) megtartásáért küzdő Rongyos Gárda és az őket segítő albán és bosnyák önkéntesek sikerével végződött az osztrák csendőrséggel szemben.
A csendőrség szeptember 27-én újabb nagyerejű támadást indított Császárkőbánya irányába, amit a rongyosoknak megint sikerült elhárítaniuk. A településen még október 25-én folytak harcok, amik akkor elérték Pándorfalut (ma Parndorf) is.

## Előzmények
Ausztria, bár vesztesként került ki az első világháborúból, de az antant támogatásával területi igényt támasztott Nyugat-Magyarország egy jelentős, németeklakta részére az Osztrák–Magyar Monarchia felbomlása után, amely hatalmas felháborodást szült a térségben. A terület elcsatolásával már 1918-tól próbálkoztak. Ezt a célt szolgálta a Sopron melletti ún. Hiénc Köztársaság megalapítása is.
Hogy az osztrák követeléseket meghiúsítsák, emiatt Prónay Pál és Héjjas Iván volt katonákból, civilekből és muzulmán (bosnyák és albán) önkéntesekből megszervezték a Rongyos Gárdát, amelynek célja az Ausztriának ítélt területek megszállása és saját kézben tartása (ez a terület többet jelentett a mostani Burgenlandnál).
Már a nyár végén sikeres összecsapásokra került sor a térségben és a gárda meghiúsította az osztrák csendőrség valamennyi bevonulási kísérletét. Ausztriának nem volt hadserege és rendőri erői tehetetlenek voltak a rongyosok jól megtervezett és ügyesen kivitelezett gerilla-hadviselésével szemben.

## A rongyosok terve
Héjjas egy merész haditerv keretében át akart osonni az osztrák csendőrség vonalain, hogy erőiket váratlanul, az éj leple alatt támadja meg. Tervének megfelelően szeptember 21-én egy 10 fős csapat Várkonyi Sándor őrmester vezetésével a Lajtát célozta meg, amit sikerült megközelítenie az osztrák őrök látótávolságán kívül. Várkonyi feladata volt, hogy miután Héjjas Királyhidán akcióba lép, ő elűzi a hidat őrző osztrákokat és a másik közeli fahídnál védelmi állást foglal el arra az esetre, ha az osztrákok erősítést küldenének Alsó-Ausztriából.

### Akció Királyhidánál
Héjjas 25 emberével, Bachó István századossal, valamint a muzulmán önkénteseket vezető Ali Fasillal és Hasan Pasareccel elindult Királyhidára este fél tízkor. A felkelőknek sikerült átlopakodniuk az ellenséges vonalakon és elérték a csendőrség bódéit. Jól jött ehhez Bolya Sándor helyismerete, aki egykor csendőrként a környéken szolgált. Hajnali 2-kor a felkelők átkeltek az erdőn és elérték a barakkokat, amit korábban még a Monarchia hadserege épített és használt.
Héjjas a nagyobbik épület megtámadását tervezte, ezért rövid pihenőt tartott embereivel. A csapatnak volt egy rosszállapotú gépágyúja, amely gyakran beakadt a használat során, ezért mindenképp fontos volt a lehető legnagyobb meglepetés okozása az ellenség soraiban, amely fegyver és létszám tekintetében is jobban állhatott.
3 órakor a felkelők körbe vették az épületet. Héjjas és Bachó megölték az egyik őrt és a csendőrök parancsnokát, mire a rongyosok vad ordítozás közepette golyózáport és gránátokat zúdítottak a benn alvó csendőrökre. Az osztrákok jóformán viszonozni sem tudták a tüzet, hanem hanyatt-homlok menekültek ki az épületből.
A siker után Héjjas emberei Várkonyi segítségére siettek, aki már harcban állt a Lajta-hídnál az osztrákokkal. Félórás küzdelem után az ott állomásozó csendőröket is megfutamították. A rongyosok nem vesztettek embert, csupán egyetlen könnyebb sebesültjük volt.

## Harc Császárkőbányánál
Héjjas, Wiener-Latzay Györggyel és Bachó Istvánnal szeptember 23-án újabb nagyszabású hadműveletbe fogott, ezúttal Császárkőbányánál. 24-re lendületes átkaroló támadással a magyarok és a muszlim önkéntesek megverték a csendőröket, elfoglalták Császárkőbányát és Nezsidert (ma Neusiedl am See). Másnap Bachó rövid tűzharcban megszerezte Széleskút falut, így a Fertő-tó teljes környéke gyakorlatilag felszabadult.
Szeptember 27-én Sommereinből, Alsó-Ausztriából indult a csendőrség ellentámadása, amit kemény harc árán elhárítottak a rongyosok. Ebben az összecsapásban halt meg egy Vágó Mihály nevű önkéntes Moson vármegyéből.

## Utóhadműveletek
Szeptember 28-án a gárda és a muszlim önkéntesek az ellenség nyugtalanítása érdekében kisebb akciókat intéztek a Lajta és a Lajta-hegység irányában. Ennek során benyomultak az alsó-ausztriai Haslauba is, míg Lajtakáta és Mosonújfalu környékén Várkonyi és Fasil újabb csendőregységet győzött le, ami a menekülés során Bocskay Gyula csapatába botlott bele. Az osztrákok a heves géppuskatűz miatt alig bírtak úszva elmenekülni a Lajtán.
A Lajtakörtvélyesnél vívott harcokban a felkelők biztosították a prellenkircheni utat két magaslat elfoglalásával. Ekkor megint egy osztrák falu, Edelsthal kerül a gárda megszállása alá.
Szeptember 30-án fegyveres incidense kerül sor Bocskay emberei és a Pozsonyligetfalu mellett állomásozó cseh katonák között. A felkelők a cseheket is megverték, akik kénytelenek voltak a Dunán inneni oldalra visszavonulni. Pozsonyligetfalu Ausztria és Csehszlovákia között is területi vita részét képezte, s az antant eleinte előbbi félnek kívánta odaítélni, mivel lakosságának zöme akkoriban német volt.
Október 25-én, a sikertelen második királypuccs miatt kialakult zűrzavart próbálták az osztrákok kihasználni, s nagyerejű támadást intéztek Pecsenyéden (ma Pöttsching) keresztül Pándorfalu irányába. A támadást a beérkező erősítésekkel a Rongyos Gárda végül visszaverte, a harcban több csendőrt is lelőttek.